# بی سر تکیه
بی سر تکیه مربوط به دوره قاجار است و در بابل، خیابان آیت الله سعیدی، چهار راه شهداء، بافت قدیم بابل واقع شده و این اثر در تاریخ ۱۱ مرداد ۱۳۸۴ با شمارهٔ ثبت ۱۲۵۵۶ به‌عنوان یکی از آثار ملی ایران به ثبت رسیده است.